# Naili Moran
Naili Moran, né le 4 février 1908 à Constantinople dans l'Empire ottoman, mort le 14 mars 1968, est un joueur et arbitre de basket-ball, lanceur de disque, joueur de water-polo et dirigeant sportif turc.

## Biographie
Naili Moran est champion de Turquie du lancer de disque en 1932 (34,08 m), 1933 (33,84 m) et 1934 (34,25 m). Son record est de 35,85 m en 1927. Il est également capitaine de l'équipe de Turquie de water-polo. Il devient arbitre de basket-ball à l'issue de sa carrière de sportif. Il est président de la Fédération turque d'athlétisme de 1945 à 1956, puis de 1964 à 1968, année de sa mort.